# Сан Микеле (Бјела)
Сан Микеле је насеље у Италији у округу Бијела, региону Пијемонт.
Према процени из 2011. у насељу је живело 202 становника. Насеље се налази на надморској висини од 450 м.